# 嘉芙蓮·麥高瑪
嘉芙蓮·珍·麥高瑪 （Catherine Jane McCormack，1972年4月3日—），是一位英国舞台和银幕女演员。她出演的电影包括《勇敢的心》 (1995)、《大地的女孩》(1998)、《威尼斯之女》(1998)、《盧納莎之舞》 (1998)、《间谍游戏》(2001) 和《28週後》(2007)。她的戏剧作品包括皇家国家剧院制作的吾子吾弟和Honour。